# ファン・グラーフの絵
『ファン・グラーフの絵』（ファン・グラーフのえ、原題：英: Van Graf's Painting）は、アメリカ合衆国の小説家J・トッド・キングリアによる小説。
1997年に短編集『ラヴクラフトの世界』に収録された。
東雅夫は「チェンバースの『黄の印』のパスティッシュというべき不気味な物語」と解説する。
ロバート・W・チェンバースはパリのアカデミー・ジュリアンで美術を学び、帰米してからは雑誌の挿絵画家として活動していたが、画家から小説家に転身して成功した。チェンバーズの代表作が短編集『黄衣の王』であり、つまりファン・グラーフにはチェンバーズの経歴が重ねられている。

## あらすじ
美学生のデニスのもとに、実家の母からプレゼントが郵送されてきた。それは2フィート平方の大きさの絵で、水のほとりの静謐な村が描かれている。その絵を見たとたん、デニスは試験勉強に集中できなくなる。デニスは授業をさぼり、図書館で絵と画家について調べる。この絵を描いた画家は、青騎士派に連なるファン・グラーフという人物である。絵のタイトルは「王国」といい、彼はこの絵ともう1枚の絵を完成させてすぐに首を吊って死んだという。
デニスは、同室のロウガンに、絵に描かれた女が何をしていると思うか問いかける。ロウガンは「魚を買っているようだな」と返答するも、デニスは「夫を毒殺するつもりなんだ」と言う。ロウガンが驚き、なぜ知っているのか質問しても、デニスはなぜ自分がそう答えたのか理解できずにいた。
デニスは絵の中の人物たちの苦しみを幻視するようになる。デニスは彼らの名前や人生に理解を深め、食事をおろそかにするほど絵にのめりこむ。ロウガンが戻ってきたとき、デニスは剃刀で手首を切り裂いて死んでおり、「絵を見てはいけない。破壊してくれ。見たらあの男が現れる」「ママには言わないでくれ」「黄衣の王の使者がここにいるんだ」と書き残されていた。

### 魚を買う女
ドミニクは、夫アマドゥールからの暴力に苦しみ、ついには殺意を固める。魚料理に毒を盛ったドミニクは、刺激味を隠すための野菜を買うために市場に出かける。だが彼女が帰宅した時、2人のわが子が毒に苦しんでいた。アマドゥールは、子供たちの死体と、毒のもられた魚の残りと、片隅にうずくまっている妻を見て、ドミニクに詰め寄り拳をふりあげる。

### 茶色の包みを持って自転車に乗っている若者
マルセルは、美女マルティーヌと恋に落ちる。マルセルはなぜ自分のようなあたりまえの男に恋をしたのかわからなかったが、喜びのために問いかける気にもならなかった。マルセルは、交際を始めて一ヶ月になるのを記念して、彼女にあげるために粘土で踊り子の像を作る。マルセルがマルティーヌの家に行くと、ブロンドのハンサムの男がいた。誰かと問いかけるマルセルに、マルティーヌは「ゲームは終わりよ」と言う。アンドレと喧嘩したマルティーヌは、彼を嫉妬させるために、マルセルを利用したのである。2人は粘土像を取り上げ、マルセルを嘲笑する。マルセルは数日間悲痛に暮れた後に、春の雪解けで増水した川へと向かい、橋の上から砕けた粘土像を落とすと、後を追って身を投げる。

### ベンチに座る老人
ジャン＝ピエールは己の悲哀に満ちた人生を回想する。今見つめているローヌ河のはるか先、マルセイユでマリーアにプロポーズをしたこと。最初の子供はわずか数週間で命を終えた。娘は11歳のときに落馬した。49年つれそったマリーアも息を引き取った。家族も友人も、みな彼よりも先に死に、たったひとりきりとなった。

## 主な登場人物・用語
- デニス - 主人公。美学生。美術史の試験が差し迫っている。
- ロウガン - デニスのルームメイトで、現代美術を好まない。
- デニスの母 - 友人の形見分けで絵を譲られたが、自宅に架ける場所がないため息子にプレゼントする。
- ライナルト・ファン・グラーフ - ドイツの画家。デル・ブラウエ・ライター（青騎士）の準メンバー[注 2]。パリで様々な快楽を追及した後に帰国し、2枚の絵を描いてほどなく自殺した。
- 「王国」 - ファン・グラーフの絵。2枚の遺作の一つ。水のほとりの静謐な村が描かれ、その中には、包みを持って自転車に乗る若者、ベンチに座る老人、魚を買う女、ケープをまとって杖をつく男が描かれている。
- 「王の印」 - ファン・グラーフの2枚の遺作の一つ。紛失された。
- 「黄衣の王の使者」 - 青白い仮面をつけ、杖をつき、ヴェルヴェットのケープをまとう。ねじれた、渦を巻く印を持っている。

## 収録
- 青心社『ラヴクラフトの世界』大瀧啓裕訳